# Чидряг
Чидряг (рум. Cidreag) — село у повіті Сату-Маре в Румунії. Входить до складу комуни Порумбешть.
Село розташоване на відстані 462 км на північний захід від Бухареста, 22 км на північ від Сату-Маре, 142 км на північ від Клуж-Напоки.

## Історія
На «Етнографічній карті Австрійської монархії» 1855 року Карла Черніга село позначене русинським.

## Населення
За даними перепису населення 2002 року у селі проживали 1062 особи.
Національний склад населення села:
| Національність | Кількість осіб | Відсоток |
| -------------- | -------------- | -------- |
| угорці         | 632            | 59,5%    |
| цигани         | 419            | 39,5%    |
| румуни         | 11             | 1,0%     |

Рідною мовою назвали:
| Мова      | Кількість осіб | Відсоток |
| --------- | -------------- | -------- |
| угорська  | 640            | 60,3%    |
| циганська | 413            | 38,9%    |
| румунська | 9              | 0,8%     |